# Наталия Кобилкина
Наталия Сергеевна Кобилкина е български сексолог и семеен терапевт. Провежда семинари свързани с личностното развитие на жените в България и по света.

## Ранни години
Наталия Кобилкина е родена на 23 ноември 1983 г. в Ростов на Дон, в семейство на потомствени лекари и има две сестри. От малка се увлича по психологическа литература и започва да посещава едни от първите тренинги и семинари по психология и личностно развитие в Русия. На 18 години прави първия си непрофесионален семинар в Руско-американски проект по комуникация между студенти. Там тя стартира „Клуб по комуникация“.
Завършва бизнес психология и клиническа психология в руския Научноизследователски институт по семейна психотерапия и медицинска психология. На 20 започва работа в сферата на човешките ресурси в списание „Космополитън“ в Казахстан. Така Наталия прави първия си бизнес тренинг на тема „Стратегически и оперативен мениджмънт“ в Молдова, където я изпращат от фирмата.
Запознава се със съпруга си Делчо Добрев в Москва, Русия през 2007 г. Двамата се женят и по-късно същата година и заминават да живеят в България.

## Живот и работа в България
Година след пристигането си в България се свързва с Ангел Лазаров от Института по НЛП, с който правят съвместен семинар на тема „Успешна комуникация с другия пол“. Продължава да работи съвместно с института в продължение на година, откъдето получава сертификата си по НЛП и Ериксонова хипноза.
През 2009 г. напуска Института по НЛП и основава своята фирма „Учебен център по сексология и щастливи отношения“, а по-късно „Академия Щастлива жена“, където започва да провежда редовни семинари за жени на теми като любов, увереност и щастливи отношения с партньора. През този период Наталия започва да води рубрики за жени в списания като „Ева“ и бизнес рубрика в списание „Бизнес Лейди“.
Преминава обучение по семейни констелации във френската школа на Идрис Лаор (2014 – 2015).
Развежда се със съпруга си през 2015 г. и се омъжва повторно за гръцкия бизнесмен Такис Дретакис през 2017 г. През 2019 се мести да живее в Гърция, а през 2020 – в Лондон. На 27 февруари 2019 г. ражда сина си Филип.

## Медийни изяви
Наталия започва рубриката „Мъжът и жената интимно“ във вечерното българско предаване „Шоуто на Слави“ (2012). Гостува в „Горещо“ и участва в телевизионния формат „Dancing Stars“ (2013).
От 2013 г. се появява в известни български телевизионни предавания като На кафе, „Извън новините с Ани Салич“, „Горещо“, „Часът на Милен Цветков“, „Cool...T“ и др. Участва в епизод от българския сериал „Връзки“ (2015). В този период започва да дава интервюто в различни списания като „Жената днес“, „Всичко за жената“, както и за вестниците „Стандарт“ и „Труд“.
През март 2017 г. започва поредицата епизоди „Сладки Свалки“, където заедно с репортера Даниел Петканов помага на потенциални партньори да се съберат. Същата година Наталия започва авторска поредица „Съветите на д-р Ко“, в която дава съвети свързани с изневярата, самозадоволяването, щастливия брак и интимните отношения.
Появява на корицата на списание ОК! и гостува в предаването Bulgaria ON AIR, където е на 11-о място в класацията „Най-влиятелни личности във Фейсбук“ (2017).
От септември 2017 до март 2018 г. е водеща на собствено предаване по BIT – „Без задръжки с Наталия Кобилкина“.
През пролетта на 2024 г. е част от звездния отбор в „Hell's Kitchen“.

## Книги
През 2013 г. издава първата си книга, „69 съвета за секс“, която се превръща в бестселър. През същата година излиза и „69 съвета за щастливи отношения“. Книгата ѝ „Пътят на щастливата жена“, е преведена и на английски език през 2014 г. Година по-късно издава „Психология на изобилието“, а през 2016 г. излиза „Аз избирам любовта“. През 2017 г. излиза книгата ѝ „33 дни до мечтата“, преведена на английски език и публикувана през 2021 г. Същата година, Кобилкна публикува и първата си аудио-книга „Десетте тайни на незабравимия секс“.

## Произведения
- „69 съвета за секс“ (2013)
- „69 съвета за щастливи отношения“ (2013)
- „Пътят на щастливата жена“ (2014)
- „Психология на изобилието“ (2015)
- „Аз избирам любовта“ (2016)
- „33 дни до мечтата“ (2017)
- „10 ключа към щастия“ (2018)
- "33 Days to The Dream"(2021)
- Аудио-книга „Десетте тайни на незабравимия секс“ (2021)